# رابطة الاتصالات الدولية
رابطة الاتصالات الدولية (ICA) هي جمعية أكاديمية للعلماء المهتمين بدراسة وتدريس وتطبيق جميع جوانب التواصل البشري والتواصل الوسيط.
تقوم ICA بالتواصل داخل الرابطة ومع الآخرين المهتمين في المجال من خلال قنوات مختلفة. تصدر الرابطة ستة مجلات رئيسية محكمة الأقران: مجلة الاتصال؛ نظرية الاتصال؛ بحوث الاتصالات البشرية؛ مجلة الاتصالات الحاسوبية. الاتصالات والثقافة والنقد؛ حوليات رابطة الاتصالات الدولية . يتلقى الأعضاء رسالة إخبارية إلكترونية شهرية. وتعقد ICA مؤتمرًا سنويًا يتم فيه تقديم مئات الأوراق البحثية ويشارك فيه أكثر من 2000 باحث من جميع أنحاء العالم. وتعترف ICA بالمساهمات البارزة في الميدان من خلال برامج الجوائز والزمالات.

## التاريخ
تأسست ICA في 1 يناير 1950 في أوستن ، تكساس باسم الجمعية الوطنية لدراسة الاتصالات (NSSC)، وهي منظمة فرعية تابعة لجمعية الخطاب الأمريكية (وهي الآن (الولايات المتحدة) رابطة الاتصال الوطنية)، عندما قررت SSA استبعاد دراسات الاتصال الأساسية من تركيزها الأساسي على الخطابة. وفي العام التالي، نشرت NSSC العدد الأول من مجلتها الرسمية، مجلة الاتصال .
في عام 1967، انفصلت NSSC رسميًا عن SSA وفتحت عضويتها للعلماء خارج الولايات المتحدة، وغيرت اسمها بعد ذلك بعامين إلى رابطة الاتصالات الدولية. وأعيد تشيكل هيكلة الرابطة إلى شعب للسماح للأعضاء بالعثور على الزملاء الذين يتشاركون اهتمامات بحثية مماثلة والتفاعل معهم، من بين التخصصات المتنوعة على نطاق واسع لدراسة الاتصال.
نقلت ICA مكاتبها من أوستن، تكساس إلى واشنطن العاصمة في عام 2001. واشترت الرابطة مقرًا دائم في واشنطن في عام 2006.

## الحكم
يدير ICA مجلس إدارة يتألف من:
- اللجنة التنفيذية - الرئيس والرؤساء المنتخبون والمختارون، والرؤساء الثلاثة السابقون المباشرون - وأقلهم حداثة في منصب الرئيس المالي - والمدير التنفيذي.
- خمسة أعضاء في مجلس الأدارة، يمثلون خمس مناطق دولية على النحو المحدد من قبل اليونسكو: الأمريكتين؛ أوروبا؛ شرق اسيا؛ غرب وجنوب آسيا؛ وأفريقيا وأوقيانوسيا.
- اثنين من ممثلي طلاب الدراسات العليا.
- رؤساء الأقسام ومجموعات المصالح في ICA (على الرغم من أن ممثلي مجموعة المصالح ليس لديهم حقوق التصويت).

يتم انتخاب المسؤولين (باستثناء المدير التنفيذي) من قبل أعضاء الرابطة. يتم التصويت لصالح الرئيس والأعضاء الإقليميين على نطاق واسع؛ ويقوم أعضاء الرابطة بانتخاب ممثلي الطلاب، بينما يقوم أعضاء القسم باختيار رؤساء الأقسام ومجموعات المصالح. تبدأ مدة العضوية وتنتهي في ختام المؤتمر السنوي للرابطة كل سنة.
يخدم رئيس ICA لمدة عام واحد؛ ومع ذلك، فإن تشكيل اللجنة التنفيذية للرؤساء الحاليين والسابقين يعني أن انتخاب رئيس المجلس الدولي يجلب معه التزامًا لمدة ست سنوات بالعمل في اللجنة التنفيذية.
تحتفظ ICA بسلسلة من اللجان الدائمة والجوائز لإجراء أعمالها المتعلقة بالعضوية والتدويل والمنشورات والاتصال بالوكالات الأخرى، والجوائز السنوية، وفرق العمل المخصصة. ويعين الرئيس أعضاء اللجنة.
ويدير الرابطة موظفون من خمسة أعضاء في مكاتب الرابطة في واشنطن العاصمة. ويرئس الموظفون المدير التنفيذي، وهو منصب تشغله لورا سوير منذ عام 2016.

## الاقسام ومجموعات المصالح
يتم اختيار أعضاء ICA من العديد من التخصصات والتركيزات والنهج المتعلقة بنظام الاتصالات. وبالتالي يتم تنظيم عضويتها في أقسام ومجموعات المصالح التي تجمع العلماء والطلاب ذوي الاهتمامات البحثية المشتركة في هياكل رسمية داخل الجمعية.
وتتشكل «مجموعات المصالح» الجديدة عندما تقوم مجموعة تتألف من 30 عضواً أو أكثر من الأعضاء النشطين في الرابطة بتقديم طلب إلى المدير التنفيذي لتأسيس مجموعة المصالح. وتعين مجموعة المصالح مسؤوليها، ويتم تخصيص دورات المؤتمرات، ويتم تمثيلها في مجلس الإدارة، ولكن ليس لديها حقوق التصويت.
وقد تتقدم مجموعة المصالح التي تسجل ما لا يقل عن 1 في المائة من أعضاء الرابطة لمدة عامين متتاليين على الأقل بطلب لتصبح «قسمًا». يعين القسم أيضًا مكاتبه الخاصة، ويتم تخصيص دورات للمؤتمرات، ولكن على عكس مجموعات المصالح، تمنح الأقسام حق التصويت في مجلس الإدارة.

## مؤتمر
ترعى ICA مؤتمرًا سنويًا كبيرًا لأعضائها لتقديم أبحاث تمثل أحدث التطورات في مجال الاتصال. يُعقد المؤتمر في مدينة مختلفة كل عام، ويقع مؤتمر كل أربع سنوات خارج أمريكا الشمالية.
يتناول المؤتمر كل عام موضوعاً، وينظم مخططو المؤتمر حلقات نقاش مصممة لدمج وتعزيز الاكتشاف والتعلم والمشاركة، حيث يتولى أعضاء اللجنة والجمهور من مختلف مناطق العالم المحادثة حول مواضيع معينة. يتضمن المؤتمر أيضًا جلسات عامة سنوية تضم ندوات أو متحدثين رئيسيين. إحدى الجلسات العامة هي جلسة الورقة التفاعلية، التي يعرض فيها المشتركون أعمالهم في شكل عروض تقديمية للملصقات المرئية ويتم منحهم بناءً على كل من جدارة أبحاثهم والجودة المرئية لعروضهم التقديمية.
بالإضافة إلى ذلك، ينظم كل قسم من أقسام ومجموعات المصالح في ICA العروض التقديمية وحلقات نقاش تستكشف التطورات في مجالات تركيز أبحاث تلك الأقسام. وكثيراً ما تبحث هذه الجلسات في موضوع المؤتمر من جوانب الأقسام / مجموعات المصالح.
أن الرئيس المنتخب لـ ICA هو رئيس لجنة التخطيط للمؤتمر بعد انتخابه / انتخابها مباشرة، ويعمل كرئيس لذلك المؤتمر.

## المنشورات
مطبعة جامعة أكسفورد هي شريكة النشر الحالية لرابطة الأتصالات الدولية.

### المجلات
تنشر ICA حاليًا ستة مجلات علمية:
- مجلة الاتصالات
- بحوث الاتصال البشري
- نظرية الاتصال
- التواصل والثقافة والنقد
- مجلة الاتصالات الحاسوبية
- حوليات الرابطة الدولية للاتصالات نسخة محفوظة 13 سبتمبر 2017 على موقع واي باك مشين. (حاليًا بالشراكة مع تايلور وفرانسيس)

### سلسلة كتب
- سلسلة الكتيبات: سلسلة كتيبات الرابطة الدولية للاتصالات هي سلسلة من الكتيبات العلمية التي تمثل مصالح أعضاء ICA وتساعد على تعزيز أهداف الجمعية المتمثلة في تعزيز النظرية والبحث في مجال الاتصال.
- سلسلة الموسوعات: موسوعات Wiley Blackwell-ICA الدولية للتواصل هي سلسلة من موسوعات الألف إلى الياء متعددة المجلدات تغطي المجالات الرئيسية لدراسات الاتصال ومجالاتها الفرعية، وتتميز بأحدث الأبحاث من مئات العلماء البارزين في جميع أنحاء العالم.
- سلسلة كتب موضوعات المؤتمر السنوي، وهي عبارة عن مجموعة مختارة سنوية من الأوراق من الجلسات الموضوعية للمؤتمر السنوي ICA لذلك العام.

### النشرة الإخبارية
وتنشر ICA نشرة ICA الإخبارية الشهرية على شبكة الإنترنت لأعضائها، وتقدم الأخبار والتحديثات حول أعمال الرابطة وكذلك الدعوات الورقية والمحتويات الأخرى المتعلقة بالانضباط بشكل عام و ICA بشكل خاص.

## الزملاء
من بين زملاء ICA تشارلز بيرجر، وجينينغز براينت، وباتريس بوزانيل، وروبرت تي كريج، وبريندا ديرفين، ونيكول إليسون، ولورنس جروسبرج، وكلاوس كريبندورف، وكاثلين هول جاميسون، وسونيا ليفينجستون، وجوزيف والثر، وباتي فالكنبورج.

## روابط خارجية
- الرابطة الدولية للاتصالات